# كالفين هامبتون
كالفين هامبتون (بالإنجليزية: Calvin Hampton)‏ هو ملحن أمريكي، ولد في 31 ديسمبر 1938، وتوفي في 5 أغسطس 1984.